# Olasz női vízilabda-válogatott
Az olasz női vízilabda-válogatott Olaszország nemzeti csapata, amelyet az Olasz Úszó-szövetség irányít. Az 1990-es évek közepétől Európa egyik legjobba csapata, a 2004. évi nyári olimpiai játékok győztese. A csapat beceneve Setterosa.

## Jelenlegi keret
A 2016-os belgrádi Európa-bajnokságra nevezett keret tagjai:
| Szám | Név                |
| ---- | ------------------ |
| 1    | Giulia Gorlero     |
| 2    | Chiara Tabani      |
| 3    | Arianna Garibotti  |
| 4    | Elisa Queirolo     |
| 5    | Federica Radicchi  |
| 6    | Rosaria Aiello     |
| 7    | Tania Di Mario     |
| 8    | Roberta Bianconi   |
| 9    | Giulia Emmolo      |
| 10   | Francesca Pomeri   |
| 11   | Aleksandra Cotti   |
| 12   | Teresa Frassinetti |
| 13   | Laura Teani        |

## Eredmények

### Olimpiai játékok
- 2000 – Nem jutott ki
- 2004 –  Arany
- 2008 – 6. hely
- 2012 – 7. hely
- 2016 –  Ezüst
- 2020 – Nem jutott ki
- 2024 – 6. hely

### Világbajnokság
- 1994 –  Bronz
- 1998 –  Arany
- 2001 –  Arany
- 2003 –  Ezüst
- 2005 – 7. hely
- 2007 – 5. hely
- 2009 – 9. hely
- 2011 – 4. hely
- 2013 – 10. hely
- 2015 –  Bronz
- 2017 – 6. hely
- 2019 – 6. hely
- 2022 – 4. hely
- 2023 –  Bronz
- 2024 – 7. hely
- 2025 – 7. hely

### Európa-bajnokság
- 1989 – 4. hely
- 1991 –  Bronz
- 1993 – 4. hely
- 1995 –  Arany
- 1997 –  Arany
- 1999 –  Arany
- 2001 –  Ezüst
- 2003 –  Arany
- 2006 –  Ezüst
- 2008 – 4. hely
- 2010 – 4. hely
- 2012 –  Arany
- 2014 – 4. hely
- 2016 –  Bronz
- 2018 – 6. hely
- 2020 – 5. hely
- 2022 –  Bronz